# Amelie Klever

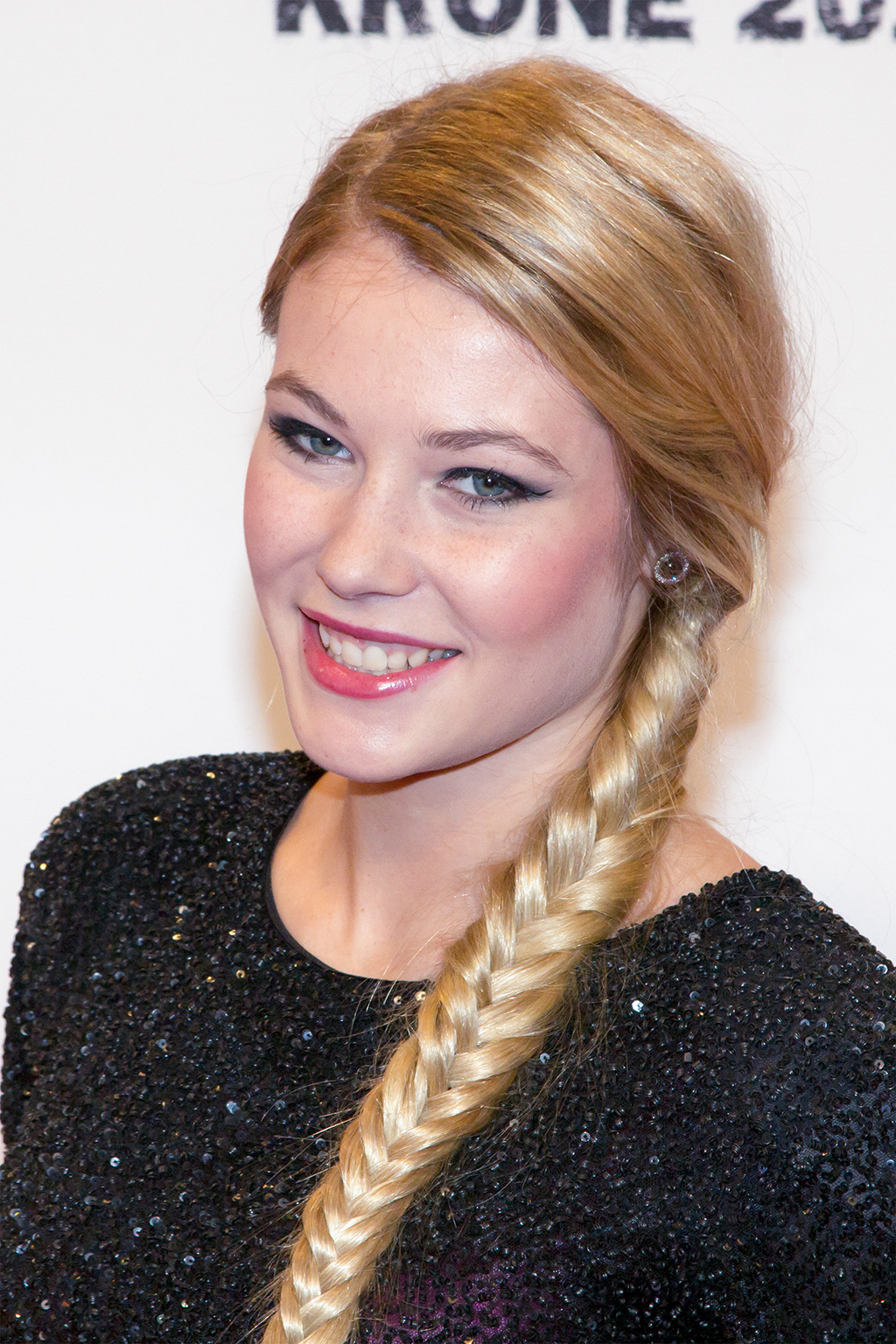
Amelie Klever bei der 1LIVE Krone 2014

Amelie Klever (* 26. Juni 1994 in Hilden, Nordrhein-Westfalen) ist ein deutsches Model und war 2011 eine der jüngsten Finalistinnen der Castingshow Germany’s Next Topmodel.

## Biografie
Amelie Klever kam am 26. Juni 1994 als Tochter von Gerd und Beate Klever in Hilden zur Welt. Nach dem Besuch der Wilhelm-Busch-Schule besuchte sie die Erzbischöfliche Theresienschule in Hilden und wechselte nach der Mittleren Reife 2010 auf das Berufskolleg Hilden des Kreises Mettmann. Ab September 2011 besuchte sie das Lessing-Berufskolleg in Düsseldorf und legte dort im April 2014 das Abitur ab.
Im Jahr 2011 nahm Klever an der 6. Staffel der Castingshow Germany’s Next Topmodel (GNTM) teil und erreichte so größere mediale Präsenz. Im Rahmen der Sendung wurde sie für die Garnier-Fructis-Reihe und die Jeans-Marke Blessed & Cursed als Model gebucht. Zudem wurde sie das Gesicht einer internationalen Werbekampagne für das Mobiltelefon Sony Ericsson Xperia Mini Pro. Im Finale belegte sie hinter Jana Beller und Rebecca Mir den dritten Platz. Nach ihrer Zeit bei GNTM lief Klever unter anderem für den Designer Philipp Plein auf der Mailänder Modewoche und wurde als Model in verschiedenen Editorials und Beauty-Strecken der deutschen Elle und der deutschen Cosmopolitan aktiv.
Im Januar 2012 lief Klever im Rahmen der Berlin Fashion Week unter anderem für den Designer des schwedischen Königshauses Lars Wallin, Thomas Rath und Minx. Klever steht bei der Agentur Two Flies Management unter Vertrag.
Klever wirkte gemeinsam mit der GNTM-Kandidatin Louisa Mazzurana bei der Initiative DKMS bewegt die Welt mit, um auf die Deutsche Knochenmarkspenderdatei aufmerksam zu machen.
Klever tanzt als Teil der Gruppe „IndepenDance“ Jazz und Modern Dance in der Regionalliga West beim TuS Hilden. Im Verein trainiert sie auch die Gruppe „Jazz’n Action“ aus der Kinderliga.